# Komplex Instrukciós Program
A Komplex Instrukciós Program (KIP) egy olyan speciális kooperatív tanulási eljárás, mely a különböző társadalmi helyzetű, különböző képességű és teljesítményű gyerekek hatékony együttnevelését tűzte ki célul. Eredetileg a San Franciscó-i (Palo Alto) Stanford Egyetemen fejlesztették ki, Magyarországon pedig a hejőkeresztúri IV. Béla Általános Iskola alakította a magyar viszonyokhoz.

## Módszere
A KIP a speciális kooperatív technika révén, sikerélményeken keresztül a tanuláshoz való viszonyt kívánja javítani. Mindezt olyan sokrétű csoportmunkára építő foglalkozások gondos előkészítésével valósítja meg, melyek a gyerekeket közös gondolkodásra és kreatív ötletelésre késztetik, a tanárnak pedig szellemi kihívást jelent a feladatok, témák kitalálása, előkészítése. A foglalkozás megkezdése előtt fontos a részfeladatok tisztázása, valamint annak megerősítése, tudatosítása a tanulókban, hogy „nincs közöttük olyan, aki mindenhez egyformán kitűnően ért, és azt, hogy mindenki talál olyan feladatot, amelynek a megoldására maradéktalanul képes.” A foglalkozások során 3-4 tagú csoportokat alkotnak és a tanulók különböző feladatköröket (kistanár, beszámoló, jegyzetelő, anyagfelelős, rendfelelős) betöltve, egymás segítségére, egymás képességeire utalva gyakorlatias feladatokat/példákat oldanak meg a tananyag/tudásanyag elsajátítására. A közös feladatmegoldás során a gyerekek problémamegközelítési módszereket, feladat megoldási stratégiákat tanulhatnak egymástól. A feladatok nemcsak az írás, olvasás, matematikai készségekre épülnek, megoldásukhoz a kézügyességre, vizuális, térbeli tájékozódási és egyéb gyakorlatias készségekre is szükség van.

## Magyarországon
Sokszor csak „hejőkeresztúri modellként” emlegetik a hátránykompenzáló pedagógiai módszert, amely a különböző képességű tanulók egy osztályban történő minőségi oktatását és nevelését segíti elő. A módszertan alapját a csoportmunka adta előnyök, a sikerélmények, valamint a tanulók egymásra gyakorolt fejlesztő hatásának kihasználása képezi, mely nagymértékben képes csökkenteni a képességbeli különbségeket. Kutatások rámutattak, hogy a KIP alkalmazása egyaránt javára válik a hátrányos és nem hátrányos helyzetű, az alul- vagy kiemelkedően teljesítő tanulók kognitív/értelmi fejlődésére és viselkedési formáira.
Hejőkeresztúron kívül már több mint hatvan általános iskola és tizenhat középiskola diákjai és pedagógusai vesznek részt a KIP-ben.
A programot jelenleg több mint 21 000 tanuló és 1800 pedagógus alkalmazza.  A modellt külföldön is bemutatták – többek között a szomszédos országokban, Romániában, Szerbiában, Szlovákiában és Ukrajnában. A programba való belépés feltétele, hogy az iskola tanárai részt vegyenek egy 30 vagy 60 órás képzésben, és az elsajátított módszert a tanórák 10-20%-ában alkalmazzák. A módszer alkalmazásának megerősítése és folyamatos fejlesztése érdekében a szakemberek öt éven keresztül utókövetik a részt vevő iskolákat, mely a tanítási órák terveinek ellenőrzésével és hospitálásával valósul meg. 2014-ben, majd 2016-ban az Európai Bizottság is figyelmet szentelt a program megismerésére. 2017-ben a TEDxYouth@Maastricht konferencián workshop keretében ismerték meg az érdeklődők a programot. 
2016-ban a Miskolci Egyetemen létrejött a Miskolc – Hejőkeresztúr KIP Regionális Központ, amelynek feladata a pedagógusképzés mellett a módszert alkalmazó iskolák munkájának a szakmai segítése.

## Eredményei és hatásai
A speciális instrukciós eljárás által korán azonosíthatók az osztályon belül kialakult hierarchiából fakadó státuszbeli problémák, melyek kezelésére lehetőség nyílik a csoportfoglalkozások során. A csoportos együttműködés során viszonylag korán, már négy hónap után magatartásbeli változások figyelhetőek meg, a gyerekek koncentrációja javul és fegyelmezettebbekké válnak. Mindez megmutatkozik a hiányzások, a fegyelmi eljárások és az iskolán belüli összetűzések csökkenésében. Kialakulnak együttműködési normák, melyek segítik a hátrányos helyzetűek beilleszkedését és a különböző társadalmi háttérből adódó konfliktusok szinte teljesen megszűnnek. A tanulók kognitív képességei javulnak, szókincsük bővül, kifejezőkészségük fejlődik. Tanulmányi előmenetelük javulása hosszabb távon, kb. négy év után figyelhető meg.
Hejőkeresztúron, ahol 2001-től alkalmazzák a módszert, és kb. 70 százalék a hátrányos helyzetű tanulók aránya, minden tanuló továbbtanul, sőt 70 százalékuk érettségit adó intézményben folytatja tanulmányait.
A program jótékony hatásai azonban nemcsak a gyerekek oldalán jelentkeznek, mivel az a tanárok szempontjából is számos pozitív tapasztalattal jár. Egyrészt, a módszer eredményessége a tanárok számára is sikerélményt jelent, másrészt a KIP alkalmazása a tanárok számára is fontos tapasztalati értékkel bír, melynek hatására kompetenciáik jelentős mértékben erősödnek.
Végül, de nem utolsósorban a módszer magában foglalja a közösségi, nyitott iskola elvét is, mely a szülők és a helyi közösség bevonása, helyi szereplőkkel való szoros együttműködés jellemzi. Így hatásai szélesebb körben kihatnak a családra és a közösség tagjaira is.

## Konferenciák
-         2017 – Budapest, BKSZC, prof. Rachel Lotan (Stanford Egyetem) video-üzenettel támogatta a konferenciát.
-         2016 – Magyar Tudományos Akadémia. Prof. Rachel Lotan részt vett a konferencián.
-         2015 – Budapest, VI. kerületi Vörösmarty Általános Iskola.
-         2014 – Magyar Tudományos Akadémia.
-         2013 – Nemzeti Tankönyvkiadó. Prof. Rachel Lotan videó-üzenettel támogatta a konferenciát.

## A témával kapcsolatos magyar nyelvű publikációk
- K. Nagy Emese (2015): KIP Könyv I-II. Miskolci Egyetemi Kiadó ISBN 978-615-5216-88-6
- K. Nagy Emese (2014): Több mint csoportmunka. Nemzeti Tankönyvkiadó. 2012. ISBN 978-963-19-7283-2 151 oldal
- K. Nagy Emese (2014): A tanulók kommunikációs készségének a fejlesztése csoportmunkával In: Veszelszki Ágnes – Lengyel Klára (szerk.): Tudomány, technolektus, terminológia, Budapest, Éghajlat Kiadó 389 oldal 381-388 ISBN 978-963-9862-63-0
- K. Nagy Emese (2013): Using Complex Instruction Program in heterogeneous classrooms In: J. Pénzes-Zs. Radics (ed.) Roma population on the peripheries of the Visegrad countries - Integration issues and possible solutions. Debrecen, 2012. 10.29.30. pp. 198–214.ISBN 978-615-5212-10-9
- K. Nagy Emese (2011): Komplex Instrukciós Program. In: Klein Sándor – Soponyi Dóra (szerk.): A tanulás szabadsága Magyarországon. EDGE 2000, 2011. 357-367. ISBN 9789639760158
- K. Nagy Emese (2010): A hejőkeresztúri IV. Béla Körzeti Általános Iskola tevékenységének bemutatása. In: Ettlinger Zsuzsanna (szerk) Tények-Esélyek-Utak az oktatásban. Nemzeti Erőforrás Minisztérium 2010. március 25-27. ISBN 978-963-08-0180-5
- K. Nagy Emese (2015): A Komplex Instrukciós Program, mint státuszkezelő eljárás. Iskolakultúra, 2015.5. 33-46.
- K. Nagy Emese (2006): A tanulói státus hatása a tanulók órai szereplésére. Új Pedagógiai Szemle 55, 5:35-46
- K. Nagy Emese (2015): A társas interakció mint tudásgyarapító tényező a heterogén osztályokban. Iskolakultúra 15, 5:16-25.